# Jacksons Lake
Jacksons Lake är en sjö i Kanada.   Den ligger i countyt Lennox and Addington County och provinsen Ontario, i den sydöstra delen av landet, 150 km sydväst om huvudstaden Ottawa. Jacksons Lake ligger 215 meter över havet.
Omgivningarna runt Jacksons Lake är en mosaik av jordbruksmark och naturlig växtlighet. Runt Jacksons Lake är det mycket glesbefolkat, med 4 invånare per kvadratkilometer.